# Finale della Coppa delle Coppe 1982-1983
La finale della 23ª edizione della Coppa delle Coppe UEFA è stata disputata l'11 maggio 1983 allo stadio Ullevi di Göteborg tra Aberdeen e Real Madrid. All'incontro hanno assistito circa 18 000 spettatori. La partita, arbitrata dall'italiano Gianfranco Menegali, ha visto la vittoria per 2-1 ai supplementari del club scozzese.

## Il cammino verso la finale
L'Aberdeen di Alex Ferguson esordì contro gli svizzeri del Sion al turno preliminare battendoli col risultato complessivo di 11-1 (i migliori marcatori furono McGhee con tre reti e la coppia Black - Hewitt con due). Ai sedicesimi gli albanesi della Dinamo Tirana furono sconfitti con molta fatica: all'andata decise un gol di Hewitt dopo appena otto minuti in Scozia, visto che il ritorno in Albania si concluse a reti inviolate, a conferma che non era mai facile imporsi in terra albanese. Agli ottavi di finale i polacchi del Lech Poznań persero sia all'andata che al ritorno rispettivamente coi risultati di 2-0 e 1-0. Ai quarti i Dons affrontarono i ben più quotati tedeschi occidentali del Bayern Monaco, pareggiando 0-0 all'andata in Germania Ovest e vincendo 3-2 la partita di ritorno ad Aberdeen. Fu questa una partita spettacolare: i tedeschi (nelle cui file militavano Rummenigge, Breitner, Augenthaler) andarono due volte in vantaggio ma vennero sempre ripresi, finché nella parte finale della gara il solito Hewitt - entrato in campo da soli due minuti - realizzò la rete decisiva. In semifinale i belgi del Thor Waterschei furono battuti con un sonoro 5-1 in casa, il che rese ininfluente la sconfitta al ritorno per 1-0, l'unica di tutto il torneo.
Il Real Madrid di Alfredo Di Stéfano, ex bandiera dei Blancos, iniziò il cammino europeo contro i rumeni del Minaur Baia Mare battendoli a Madrid 5-2, dopo che l'andata in Romania si concluse incredibilmente sullo 0-0. Agli ottavi gli ungheresi dell'Újpest furono battuti con un risultato complessivo di 4-1. Ai quarti di finale i Blancos affrontarono gli italiani dell'Inter, vincendo in casa 2-1 dopo il pareggio per 1-1 a Milano. In semifinale i sorprendenti austriaci dell'Austria Vienna, che avevano eliminato i campioni in carica del Barcellona, furono battuti con un risultato totale di 5-3, frutto del pari esterno per 2-2 e della vittoria al Bernabéu per 3-1.

## La partita
A Göteborg sotto una pioggia battente va in scena una finale molto tirata tra l'Aberdeen, nel miglior momento della propria storia, e il Real Madrid, che in quella stagione si è classificato secondo in tutte le competizioni (ben cinque). I primi minuti sono scoppiettanti, con Black che dopo soli tre minuti colpisce in pieno la traversa con una spettacolare semirovesciata, e vedono gli scozzesi andare meritatamente subito in vantaggio al 7' proprio con Eric Black, implacabile in fase offensiva e con un ottimo fiuto del gol; l'azione parte da un calcio d'angolo battuto da Strachan, McLeish colpisce tutto solo di testa, Juan Josè sfiora solo la sfera e Black, ad un metro dalla linea bianca, non ha difficoltà a battere Augustin. Al quarto d'ora però, in maniera del tutto inaspettata, gli spagnoli ottengono il pareggio. McLeish tenta ingenuamente un passaggio indietro a Leighton.Santillana sfrutta con intelligenza l'errore lanciandosi sulla palla frenata dal fango e scartato il portiere in uscita. Leighton atterra il centravanti spagnolo e Menegali - ottimo il suo arbitraggio, operato in collaborazione con i due guardalinee, gli arbitri internazionali Luigi Agnolin e Enzo Barbaresco - fischia il rigore che Juanito realizza per il pari madridista. Le azioni si alternano da una parte e dall'altra, ma nessuna delle due compagini trova la rete del vantaggio e il match si conclude sull'1-1. Nei tempi supplementari un perfetto contropiede guidato da Peter Weir e Mark McGhee si conclude con la rete del definitivo 2-1 di Hewitt (ancora una volta decisiva la sua entrata in campo): suo il decisivo colpo di testa su centro di Mc Ghee che evita la lotteria dei rigori che ormai sembrava imminente. L'Aberdeen diventa così tra il tripudio e i canti dei suoi circa 10.000 tifosi al seguito la seconda (e ultima) squadra scozzese ad aver vinto tale trofeo.

## Tabellino
| Arbitro: | Gianfranco Menegali |

|                      |           |                    |
| Black 7’ Hewitt 112’ | Marcatori | 15’ (rig.) Juanito |

| Aberdeen | Real Madrid |

| Aberdeen        |    |                 |  |     |
|                 |    |                 |  |     |
| POR             | 1  | Jim Leighton    |  |     |
| DIF             | 2  | Doug Rougvie    |  |     |
| DIF             | 5  | Alex McLeish    |  |     |
| DIF             | 6  | Willie Miller   |  |     |
| DIF             | 3  | John McMaster   |  |     |
| CEN             | 4  | Neale Cooper    |  |     |
| CEN             | 7  | Gordon Strachan |  |     |
| CEN             | 8  | Neil Simpson    |  |     |
| CEN             | 11 | Peter Weir      |  |     |
| ATT             | 9  | Mark McGhee     |  |     |
| ATT             | 10 | Eric Black      |  | 88’ |
| A disposizione: |    |                 |  |     |
| DIF             | 12 | Stuart Kennedy  |  |     |
| POR             | 13 | Bryan Gunn      |  |     |
| CEN             | 14 | Andy Watson     |  |     |
| ATT             | 15 | John Hewitt     |  | 88’ |
| CEN             | 16 | Ian Angus       |  |     |
| Allenatore:     |    |                 |  |     |
| Alex Ferguson   |    |                 |  |     |

| Real Madrid        |    |                            |     |      |
|                    |    |                            |     |      |
| POR                | 1  | Agustín                    |     |      |
| DIF                | 2  | Juan José                  |     |      |
| DIF                | 4  | John Metgod                |     |      |
| DIF                | 5  | Paco Bonet                 |     |      |
| DIF                | 3  | José Antonio Camacho       |     | 91’  |
| CEN                | 8  | Ángel                      |     |      |
| CEN                | 6  | Ricardo Gallego            | 98’ |      |
| CEN                | 10 | Uli Stielike               |     |      |
| DIF                | 11 | Isidro                     |     | 102’ |
| ATT                | 7  | Juanito                    |     |      |
| ATT                | 9  | Santillana                 |     |      |
| A disposizione:    |    |                            |     |      |
| DIF                | 12 | José Antonio Salguero      |     | 102’ |
| POR                | 13 | Miguel Ángel               |     |      |
| DIF                | 14 | Isidoro San José           |     | 91’  |
| CEN                | 15 | Francisco García Hernández |     |      |
| ATT                | 16 | Andrés Alonso García       |     |      |
| Allenatore:        |    |                            |     |      |
| Alfredo Di Stéfano |    |                            |     |      |